# 2022 FIFAワールドカップ・ヨーロッパ予選グループB
2022 FIFAワールドカップ・ヨーロッパ予選グループBは、カタールで開催される2022 FIFAワールドカップ出場チームを決定するための予選のうち、欧州サッカー連盟 (UEFA) 加盟協会を対象としたヨーロッパ予選（一次予選）10グループのうちの1つ。ジョージア、ギリシャ、コソボ、スペイン、スウェーデンの5協会で構成される。ラウンドロビン形式のホーム・アンド・アウェー2回戦総当たりで対戦する。
グループ最上位チームはワールドカップ本大会出場が決定し、グループ2位のチームは2次予選に進みUEFAネーションズリーグ2020-21成績上位2チームを加えた12チームで3グループのトーナメントを戦い、各勝者が本大会出場権を得る。
ギリシャ、ジョージア、スペインはコソボを独立国として認めていないため、スペインとコソボの試合中、後者のチームは「コソボサッカー連盟」と称された。 

## 順位表
| 順 | チーム       | 試 | 勝 | 分 | 敗 | 得 | 失 | 差  | 点 | 出場権                      |     | スペイン | スウェーデン | ギリシャ | ジョージア (国) | コソボ |
| -- | ------------ | -- | -- | -- | -- | -- | -- | --- | -- | --------------------------- | --- | -------- | ------------ | -------- | --------------- | ------ |
| 1  | スペイン     | 8  | 6  | 1  | 1  | 15 | 5  | +10 | 19 | 2022 FIFAワールドカップ出場 |     | —        | 1–0          | 1–1      | 4–1             | 3–1    |
| 2  | スウェーデン | 8  | 5  | 0  | 3  | 12 | 6  | +6  | 15 | 2次予選進出                 |     | 2–1      | —            | 2–0      | 1–0             | 3–0    |
| 3  | ギリシャ     | 8  | 2  | 4  | 2  | 8  | 8  | 0   | 10 |                             |     | 0–1      | 2–1          | —        | 1–1             | 1–1    |
| 4  | ジョージア   | 8  | 2  | 1  | 5  | 6  | 12 | −6  | 7  |                             | 1–2 | 2–0      | 0–2          | —        | 0–1             |        |
| 5  | コソボ       | 8  | 1  | 2  | 5  | 5  | 15 | −10 | 5  |                             | 0–2 | 0–3      | 1–1          | 1–2      | —               |        |

## 試合
対戦カードは、抽選の翌日の2020年12月8日にUEFAによって確認された。時間は特記なき限り中央ヨーロッパ時間(CET, UTC+1) / 中央ヨーロッパ夏時間(CEST, UTC+2) 表記 （現地時間が異なる場合は括弧内に表記）。
| 2021年3月25日 20:45 |

| スペイン    | 1 – 1                       | ギリシャ               |
| モラタ 33分 | Report (FIFA) Report (UEFA) | バカセタス 57分 (pen.) |

| ヌエボ・エスタディオ・デ・ロス・カルメネス, グラナダ · 観客数: 0 · 主審: マルコ・グイーダ（ イタリア） |

| 2021年3月25日 20:45 |

| スウェーデン    | 1 – 0                       | ジョージア |
| クラエソン 35分 | Report (FIFA) Report (UEFA) |            |

| フレンズ・アレーナ, ソルナ · 観客数: 0 · 主審: ブノワ・バスティアン（ フランス） |

| 2021年3月28日 18:00 (20:00 UTC+4) |

| ジョージア            | 1 – 2                       | スペイン                      |
| クヴァラツヘリア 44分 | Report (FIFA) Report (UEFA) | トーレス 56分 · オルモ 90+2分 |

| ボリス・パイチャーゼ・スタジアム, トビリシ · 観客数: 16,500 · 主審: ラドゥ・ペトレスク ( ルーマニア) |

| 2021年3月28日 20:45 |

| コソボ | 0 – 3                       | スウェーデン                                                   |
|        | Report (FIFA) Report (UEFA) | アウグスティンソン 12分 · イサク 35分 · ラーション 70分 (pen.) |

| ファディル・ボクリ・スタジアム, プリシュティナ · 観客数: 0 · 主審: タマーシュ・ボグナール ( ハンガリー) |

| 2021年3月31日 20:45 (21:45 UTC+3) |

| ギリシャ                   | 1 – 1                       | ジョージア            |
| （カカバーゼ） 76分 (o.g.) | Report (FIFA) Report (UEFA) | クヴァラツヘリア 78分 |

| トンバ・スタジアム, テッサロニキ · 観客数: 0 · 主審: シモン・マルチニアク ( ポーランド) |

| 2021年3月31日 20:45 |

| スペイン                                      | 3 – 1                       | コソボ      |
| オルモ 34分 · トーレス 36分 · ジェラール 75分 | Report (FIFA) Report (UEFA) | ハリミ 70分 |

| エスタディオ・デ・ラ・カルトゥハ, セビリア · 観客数: 0 · 主審: ヤコブ・ケレット ( デンマーク) |

| 2021年9月2日 18:00 (20:00 UTC+4) |

| ジョージア | 0 – 1                       | コソボ      |
|            | Report (FIFA) Report (UEFA) | ムリキ 18分 |

| バトゥミ・スタジアム, バトゥミ · 観客数: 122 · 主審: ミコラ・バラキン ( ウクライナ) |

| 2021年9月2日 20:45 |

| スウェーデン                 | 2 – 1                       | スペイン     |
| イサク 6分 · クラエソン 57分 | Report (FIFA) Report (UEFA) | ソレール 5分 |

| フレンズ・アレーナ, ソルナ · 観客数: 16,901 · 主審: アンソニー・テイラー ( イングランド) |

| 2021年9月5日 20:45 |

| コソボ        | 1 – 1                       | ギリシャ     |
| ムリキ 90+2分 | Report (FIFA) Report (UEFA) | ドゥヴィカス |

| ファディル・ボクリ・スタジアム, プリシュティナ · 観客数: 1,200 · 主審: フランソワ・ルテクシエ ( フランス) |

| 2021年9月5日 20:45 |

| スペイン                                                  | 4 – 0                       | ジョージア |
| ガヤ 14分 · ソレール 25分 · トーレス 41分 · サラビア 63分 | Report (FIFA) Report (UEFA) |            |

| エスタディオ・ヌエボ・ビベーロ, バダホス · 観客数: 8,444 · 主審: ティアゴ・マルティンス ( ポルトガル) |

| 2021年9月8日 20:45 (21:45 UTC+3) |

| ギリシャ                            | 2 – 1                       | スウェーデン    |
| バカセタス 62分 · パヴリディス 78分 | Report (FIFA) Report (UEFA) | クアイソン 80分 |

| オリンピックスタジアム, アテネ · 観客数: 3,475 · 主審: セルゲイ・カラセフ ( ロシア) |

| 2021年9月8日 20:45 |

| コソボ | 0 – 2                       | スペイン                          |
|        | Report (FIFA) Report (UEFA) | フォルナルス 32分 · トーレス 90分 |

| ファディル・ボクリ・スタジアム, プリシュティナ · 観客数: 1,200 · 主審: ボビー・マッデン ( スコットランド) |

| 2021年10月9日 18:00 (20:00 UTC+4) |

| ジョージア | 0 – 2                       | ギリシャ                                 |
|            | Report (FIFA) Report (UEFA) | バカセタス 90分 (pen.) · ペルカス 90+5分 |

| バトゥミ・スタジアム, バトゥミ · 観客数: 0 · 主審: ドナタス・ルムシャス ( リトアニア) |

| 2021年10月9日 18:00 |

| スウェーデン                                             | 3 – 0                       | コソボ |
| フォルスベリ 29分 (pen.) · イサク 62分 · クアイソン 79分 | Report (FIFA) Report (UEFA) |        |

| フレンズ・アレーナ, ソルナ · 観客数: 44,213 · 主審: マルコ・ディ・ベッロ ( イタリア) |

| 2021年10月12日 20:45 |

| コソボ             | 1 – 2                       | ジョージア                                        |
| ムリキ 45分 (pen.) | Report (FIFA) Report (UEFA) | オクリアシュウィリ 11分 · ダヴィタシュヴィリ 82分 |

| ファディル・ボクリ・スタジアム, プリシュティナ · 観客数: 3,550 · 主審: パウエル・ラクツコウスキー ( ポーランド) |

| 2021年10月12日 20:45 |

| スウェーデン                           | 2 – 0                       | ギリシャ |
| フォルスベリ 59分 (pen.) · イサク 69分 | Report (FIFA) Report (UEFA) |          |

| フレンズ・アレーナ, ソルナ · 観客数: 47,314 · 主審: トビアス・シュティーラー ( ドイツ) |

| 2021年11月11日 18:00 (21:00 UTC+4) |

| ジョージア                  | 2 – 0                       | スウェーデン |
| クヴァラツヘリア 61分, 77分 | Report (FIFA) Report (UEFA) |              |

| バトゥミ・スタジアム, バトゥミ · 観客数: 6,800 · 主審: セルダル・ゴズビュユク ( オランダ) |

| 2021年11月11日 20:45 (21:45 UTC+2) |

| ギリシャ | 0 – 1                       | スペイン             |
|          | Report (FIFA) Report (UEFA) | サラビア 26分 (pen.) |

| オリンピックスタジアム, アテネ · 観客数: 7,825 · 主審: シモン・マルチニアク ( ポーランド) |

| 2021年11月14日 20:45 (21:45 UTC+2) |

| ギリシャ      | 1 – 1                       | コソボ        |
| マスラス 44分 | Report (FIFA) Report (UEFA) | ラフマニ 76分 |

| オリンピックスタジアム, アテネ · 観客数: 1,388 · 主審: アレクセイ・クルバコフ ( ベラルーシ) |

| 2021年11月14日 20:45 |

| スペイン    | 1 – 0                       | スウェーデン |
| モラタ 86分 | Report (FIFA) Report (UEFA) |              |

| エスタディオ・デ・ラ・カルトゥハ, セビリア · 観客数: 51,844 · 主審: フェリックス・ブリッヒ ( ドイツ) |